# دال سرپهن
دال سرپهن (نام علمی: Torgos platycephalus) یک گونه منقرض‌شده از Torgos است که در دوران پلیستوسن در آذربایجان می‌زیسته است.